# Thor 5
Thor 5 (Thor 2R) je komunikacijski satelit norveške tvrtke Telenor Satellite Broadcasting. 
Izradila ga je tvrtka Orbital Sciences Corporation. Smješten je na orbitalnoj poziciji od 0,8° zapadno. Na toj poziciji nasljeđuje satelit Thor 2. Lansiran je u orbitu s noseće ruske rakete Proton M 11. veljače 2008. iz kozmodroma Bajkonur u Kazahstanu.  Raspolaže s 24 Ku band transpondera od kojih 15 predviđeno za pokrivanjem signala Skandinavije, a preostalih 9 je predviđeno za pokrivanje signalom ostatka Europe.
Masa mu iznosi 1.960 kg, a snaga 3.600 W. Predviđeni rok trajanja je oko 15 godina.

## Vanjske poveznice
- Službena stranica Telenor Satellite Broadcasting
- Pregled kanala koji emitiraju s Thor-a 5
- Pregled pokrivanja signalom  Arhivirana inačica izvorne stranice od 20. prosinca 2008. (Wayback Machine)